# Pontus de Huyter

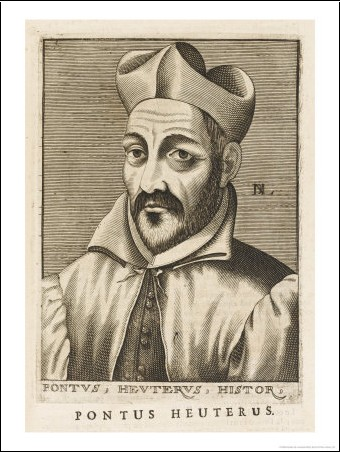
Portret van Pontus de Huyter gemaakt door Nicolas de Larmessin.

Pontus de Huyter (ook wel De Heuter; gelatiniseerd tot Pontus Heuterus) (Delft, 1535 - Sint Truiden, 9 augustus 1602) was een Nederlands theoloog, historicus en humanist, die een van de eerste voorstellen voor een spellingsregeling van het Nederlands heeft gedaan.

## Biografie
Pontus de Huyter was een buitenechtelijke zoon (of kleinzoon) van Jan de Huyter, schout van Delft. 
Hij kreeg zijn opleiding in Delft en Leiden. In 1550 vervolgde hij zijn opleiding in Mechelen. In 1555 was hij in Brussel toen Karel V de Nederlanden overdroeg aan zijn zoon Filips.
Na zijn studies in de Nederlanden verhuisde hij voor een studie rechten naar Parijs. Hij is waarschijnlijk in 1567 tot priester gewijd en werd in 1572 rentmeester van het kapittel van Gorinchem. 
In 1572 werd hij door de Watergeuzen gevangengenomen, maar wist aan het lot van de Martelaren van Gorcum te ontsnappen door naar buiten toe zijn katholieke geloof af te zweren. Na twee maanden voor de geuzen te hebben moeten werken kon hij ontsnappen. Hij vluchtte naar de Zuidelijke Nederlanden, keerde al snel terug naar het katholieke geloof, en werd pastoor te Jabbeke. In 1578 moest hij opnieuw vluchten, dit keer voor Vlaamse calvinisten, en trok naar het noorden. Hij werd in 1584 kanunnik in Deventer, maar moest voor de derde keer vluchten toen in 1592 troepen van Maurits van Oranje de stad heroverden. Hij vluchtte weer naar de Zuidelijke Nederlanden en werd pastoor in Sint-Truiden. Hij stierf daar in 1602.

## De geschiedschrijver
De Huyter was een opvallend geschiedschrijver over Bourgondië en de Nederlanden. Hij kon veel interessante zaken vermelden omdat hij ze zelf had gezien of gehoord, en hij had door zijn aanzien toegang tot belangrijke verzamelingen. Latere geschiedschrijvers hebben echter veel onnauwkeurigheden ontdekt in zijn werk. Hij was ook niet objectief en gebruikte soms harde woorden tegen mensen met andere opvattingen. In zijn genealogische rapporten staan veel fouten, en sommigen verdenken hem zelfs van opzettelijke misleiding op dat gebied.

## De taalkundige
Hij had tijdens zijn reizen door de verschillende gewesten van Nederland gezien hoe divers de moedertaal was. Hij besefte welke problemen de 'gewone man' ondervond bij het schrijven van het Nederlands. Daarvoor schreef hij de Nederdvitse orthographie, dat is: maniere houmen opreht Nederduits spellen ende schriven zal, niet alleen nut ende nootelic die opreht begeren te schriven, maer al die sulx de ioincheit zouken te leren. Dit boekje streefde naar de verfraaiing en zuivering van de gesproken taal en verbetering van de spelling. Hij wilde een gesproken standaardtaal vormen die boven de streektalen stond. Deze standaardtaal was samengesteld uit de volgens hem mooiste elementen van de verschillende dialecten die hij tegenkwam. In latere taalkundige werken die op het Nederlands betrekking hadden, is van De Huyters boekje gebruik gemaakt.
Zijn belangrijkste werken:
- Nederduytsche Orthographie, Antwerpen 1581.
- Rerum Belgicarum libri quindecim . Antwerpen, 1598.
- Rerum Burgundicarum libri sex. Antwerpen, 1584.
- Opera historica omnia; Burgundica, Austriaca, Belgica: de rebus a principibus Burgundis atque Austriacis, qui Belgis imperarunt, pace belloque praeclare gestis. Insertus est eiusdem De vetustate et nobilitate familiae Habspurgicae et Austriacae liber singularis. Accessereque De veterum ac sui saeculi Belgio libri duo; aliaque. Leuven, 1643.

- Biblioteca Nacional de España: XX1664889
- Bibliothèque nationale de France: cb158174874 (data)
- Biografisch Portaal: 98359959
- Gemeinsame Normdatei: 100166512
- International Standard Name Identifier: 0000 0000 6631 5161
- Library of Congress Control Number: n96095814
- Nationale Bibliotheek van Israël: 987007296418205171
- Nederlandse Thesaurus van Auteursnamen: 068454791
- LIBRIS: 289268
- Système universitaire de documentation: 163865000
- Virtual International Authority File: 61884272
- WorldCat: E39PBJjRWv4KGqj3jYHyX37PwC